# 史城みき
史城 みき（しじょう みき、1971年4月24日- ）は日本の女優。
和歌山県出身。旧芸名は史城未貴。2008年に改名。血液型B型。

## 出演

### テレビドラマ
1990年
- 神谷玄次郎捕物控（テレビ朝日系） - おみの役
- 名奉行遠山の金さん（テレビ朝日系） - 町娘役
- 鬼平犯科帳（フジテレビ系） - お春役
- 水戸黄門（TBS系） - お鈴役(31話)、お梅役 (40話)

1991年
- 女忍かげろう組(参)（日本テレビ系） - 奥女中役
- 幕府お耳役檜十三郎（テレビ東京系） - 牡丹役
- また又・三匹が斬る！（テレビ朝日系） - お沢役

1992年
- 忠治旅日記（TBS系） - 客引き女役
- おんなは度胸（NHK） - 芸者役

1995年
- 新・法医学教室の事件ファイル3（テレビ朝日系） - 熊谷千春役
- 八代将軍吉宗（NHK大河ドラマ） - 香苗役

1996年
- 暴力教師（NHK 水曜ドラマの花束） - スノードロップ店員役

1997年
- さしすせそ!?（TBS系） - 保母役

1998年
- 徳川慶喜（NHK大河ドラマ） - 一橋家中臈役
- 上杉鷹山（NHK） - 湯宿の女中役
- 私の中の誰か〜買い物依存症の女たち〜（NHK 水曜ドラマの花束） - 店員役

1999年
- いちご同盟（NHK） - 看護婦役
- ラビリンス（日本テレビ系） - 娼婦役
- サイコメトラー EIJI2（日本テレビ系） - 玉置の母役

2000年
- 仮面ライダークウガ(テレビ朝日系） - OL役
- 西村京太郎サスペンス十津川警部シリーズ19（TBS系） - 秋野圭子役

2002年
- 弁護士七尾響子2（テレビ朝日系） - 村井香代子役

2004年
- 救急救命士・牧田さおり3（テレビ朝日系） - 患者役

### オリジナルビデオ
1998年
- 新任女教師 魔性の肉体-主演- 姫川理香子役

1999年
- 盗撮列島24時-主演- 樋口裕子役
- 新・痴漢白書4- 野上朋子役
- 女教師・痴漢電車 我慢できない女-主演- 袴田淑子役

2000年
- パチスロ水滸伝 勝負師の絶縁状- 北原瑛子役
- 女囚 肉体懲罰房- 濱崎美奈代役
- 淫察クリニック- 草薙静役
- 裏ゼニ学2 なにわ(金)法廷- 三上涼子役

2001年
- 女教師スキャンダル  知られざる女教師のすべて

2006年
- 揺れる電車の女 誘う痴漢特急!

### 映画
1991年
- 陽炎（五社英雄監督） - 芸者役
- 王手（阪本順治監督） - 記録役

1992年
- 極道戦争 武闘派（中島貞夫監督） - ホステス役

2000年
- 週刊バビロン（山城新伍監督） - 矢部響子役

2002年
- 手紙（松尾昭典監督） - 岡倉礼子役

2004年
- オーバードライブ（筒井武文監督） - 芸能記者役

## 書籍
1999年
- 東京思情 - 写真集（12月、松本昌久撮影、ガムスタジオ） ISBN 4896136675